# Khan Jafar
Khan Mousem Jafar Khan (ur. 6 kwietnia 1987) – katarski zapaśnik walczący głównie w stylu klasycznym. Zajął piąte miejsce na igrzyskach azjatyckich w 2014; trzynaste w 2010 i szesnaste w 2006. Siódmy na mistrzostwach Azji w 2014. Dziewiętnasty na igrzyskach wojskowych w 2019. Srebrny i brązowy medalista mistrzostw arabskich w 2013; brązowy w 2010 roku.